# اچ‌اس‌دابلیوام‌اس ویزبای (کی۳۱)
اچ‌اس‌دابلیوام‌اس ویزبای (کی۳۱) (به انگلیسی: HSwMS Visby (K31)) یک کشتی است که طول آن 72.6m می‌باشد. این کشتی در سال ۲۰۰۰ ساخته شد.